# Kurt Fahrner
Kurt Ernst Fahrner (* 4. Dezember 1932 in Basel; † 13. September 1977 ebenda) war ein Schweizer Maler und Aktionskünstler. Sein Werk umfasst Malerei, Linolschnitte, Gouachen, Textilcollagen, vegetabile Ornamente sowie Figuren- und Standbilder.

## Leben und Werk
Kurt Fahrner war ein Sohn des Karl Christian Fahrner und verliess die Schule vorzeitig. 1947 begann er eine kaufmännische Lehre bei einer Elektrofirma in Basel, die er jedoch abbrach. In der Folge verdiente er seinen Lebensunterhalt in einer Gärtnerei, in einer Schlosserei und als Kulissenschieber am Stadttheater Basel. Als Autodidakt fing er zudem an zu malen.
Ende 1950 bis Juni 1951 war er Schiffsjunge auf der MS Carona, mit der er durch die Karibik und Zentralamerika reiste. Wieder in der Schweiz lernte er in Zürich den Künstler und Jazzposaunisten Muz Zeier kennen. Mit diesem verband ihn eine lebenslange Freundschaft. Ab 1951 war Fahrner Mitglied der trotzkistischen Schweizerischen Arbeiter Jugend (SAJ).
Fahrner reiste 1952 nach Paris und lernte dort Jacqueline Chardon-Lejeune kennen. Sie bestärkte ihn in seiner Malerei und führte ihn in die berühmte Künstlerkolonie La Ruche ein. Fahrner lebte bis 1957 in Paris und hielt sich in diesen Jahren verschiedentlich auch in Zürich auf.
1957 reiste Fahrner nach Kopenhagen, wo er seine spätere Frau, die Textilentwerferin Ingrid Frederiksen (1924–2010), kennen lernte. Das Paar heiratete 1958 und zogen zusammen mit ihrer gemeinsamen Tochter 1959 nach Basel. In Basel war Fahrner mit Max Kämpf und Irène Zurkinden gut befreundet.
Am 29. April 1959 präsentierte er auf dem Barfüsserplatz sein Werk Bild einer gekreuzigten Frau unserer Zeit, was einen grossen Skandal auslöste. In der Folge konfiszierte die Polizei das Werk und Fahrner wurde gebüsst. Fahrner ging daraufhin freiwillig nach Frankreich und Dänemark ins Exil. 1963 kehrte er in die Schweiz zurück.
1964 wurde er in Ostende mit dem Europäischen Preis für Malerei (Europaprijs voor Schilderkunst van de Stad Oostende) ausgezeichnet. 1964, 1965 und 1967 erhielt er das Eidgenössische Kunststipendium. 1967 nahm er auf Einladung des Eidgenössischen Departements des Innern an der Biennale von Paris teil. Zudem arbeitete er auch als Exlibriskünstler.
1967 und 1968 blieben einige Künstler bei der regelmässig stattfindenden Weihnachtsausstellung unberücksichtigt. Daraufhin organisierte Fahrner mit Jörg Schulthess, Josef Duvanel, Corsin Fontana, Bruno Schwartz, Walter Wegmüller, Werner Ritter und Carlo Aloe eine Gegenausstellung. Da die Ausstellung im Restaurant Farnsburg stattfand, nannte sie sich Farnsburggruppe.
1970 gewann Fahrner den Wettbewerb des Kunstkredits Basel-Stadt für die Gestaltung eines Kassahäuschens auf dem Sportplatz Schützenmatte. Der Regierungsrat lehnte die Ausführung des prämierten Entwurfs ab, da Sportlerkreise um Georg Eichenberger mit der Zerstörung drohten.
Ab 1975 war Fahrner Mitglied der Sektion Basel der GSMBA. Fahrner starb erst knapp 45-jährig überraschend an einem Herzinfarkt.
Fahrner gehörte einer ersten Protestgeneration an, die vor 1968 als «Halbstarke», dann als «Hippies» ihrem Unmut über das sogenannte Establishment Ausdruck verliehen.